# Rahul Gupta

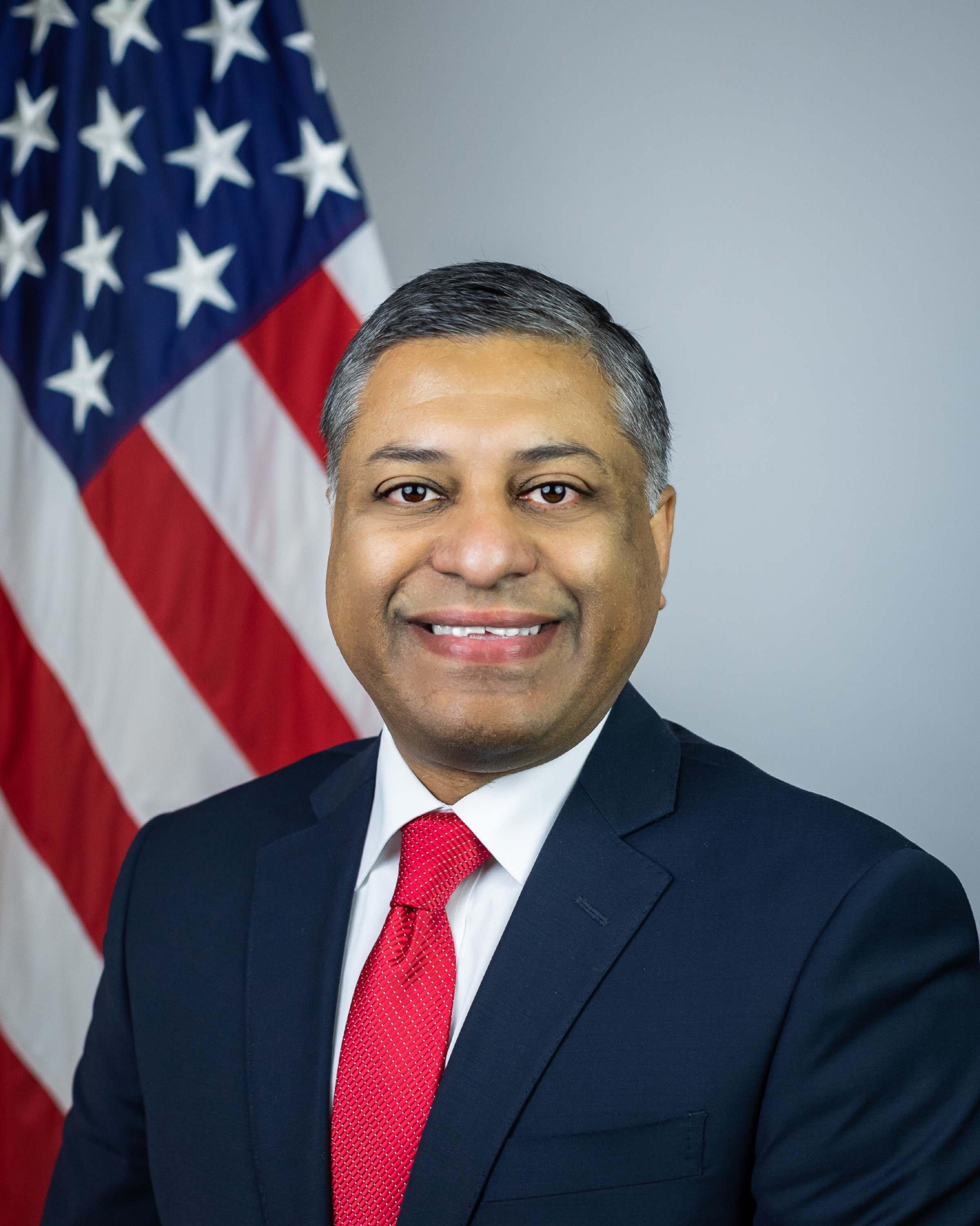
Rahul Gupta (2021)

Rahul Gupta ist ein US-amerikanischer Arzt und seit dem 5. November 2021 Direktor des Office of National Drug Control Policy. 

## Ausbildung
Gupta wurde in Indien als Sohn eines Diplomaten geboren und wuchs in einem Vorort von Washington, D.C. auf. Gupta erwarb seinen Doktor der Medizin am University College of Medical Sciences der Universität in Delhi. Er erwarb einen Master of Public Health an der University of Alabama in Birmingham (UAB). Er arbeitete als Assistenzprofessor für Medizin am Meharry Medical College und an der UAB.

## Karriere
Gupta leitete von 2009 bis 2014 das Gesundheitsamt von Kanawha-Charleston. Er wurde 2015 Direktor des Büros für öffentliche Gesundheit in West Virginia und konzentrierte sich hier besonders auf die Reduzierung der Todesfälle durch Überdosierungen von Opioiden. Er verließ dieses Amt im Jahr 2018, um Gesundheitsdirektor des March of Dimes zu werden.

### Regierungsarbeit
Gupta war während der Amtsübergabe im Anschluss an die Präsidentschaftswahlen 2020 Mitglied im Team des gewählten US-Präsidenten Joe Biden und hier für das Office of National Drug Control Policy (ONDCP) zuständig. Am 13. Juli 2021 nominierte Biden ihn als Direktor des ONDCP. Seine Nominierung wurde am 28. Oktober 2021 vom Senat der Vereinigten Staaten bestätigt und er wurde am 18. November 2021 in seinem Amt vereidigt. Bei seinem Amtsantritt stellte Gupta fest, dass die Bekämpfung „der Überdosis-Epidemie, die zwischen April 2020 und April 2021 mehr als 100.000 Menschen das Leben gekostet hat“, seine Priorität sein würde.